# 萨古内农村居民点
萨古内农村居民点（俄语：Сагуновское сельское поселение）是俄罗斯联邦沃罗涅日州波德戈连斯基区所属的一个农村居民点。其下辖有3个居民点，行政中心为萨古内。据2016年统计，该农村居民点的人口为1567人。